# Tantilla tayrae
Tantilla tayrae är en ormart som beskrevs av Wilson 1983. Tantilla tayrae ingår i släktet Tantilla och familjen snokar. Inga underarter finns listade i Catalogue of Life.
Arten är endast känd från vulkanen Tacaná i gränsområdet mellan Mexiko (Chiapas) och Guatemala. Exemplar hittades vid 750 meter över havet. Fyndplatsen var en fuktig skog och fem individer upptäcktes i lövskiktet. Honor lägger ägg.
Det är inget känt om populationens storlek och möjliga hot. IUCN kategoriserar arten globalt som otillräckligt studerad.